# Yakovlev Yak-36
El Yakovlev Yak-36 (en ruso: Як-36, designación OTAN: Freehand) fue un demostrador soviético de tecnologías VTOL.
El Yak-36 realizó su primer vuelo el 9 de enero de 1963. El avión tenía 2 turbinas vectorizables Koliesov montadas lado a lado en la parte trasera del fuselaje. Los gases salían a través de boquillas vectorizables que podían girarse 90°. El avión nunca fue un modelo operacional y solo se utilizó para pruebas. Los conocimientos adquiridos se usaron en el Yak-36M que voló por primera vez en 1971

## Operadores
- Fuerza Aérea Soviética

## Especificaciones[5]

### Características generales
- Longitud: 17,50 m
- Envergadura: 8,25 m
- Altura: 4,50 m

### Rendimiento
- Alcance: 370 km (200 nmi; 230 mi)
- Radio de acción: km
- Alcance en combate: km
- Alcance en ferry: km

### Aeronaves similares
- Bell X-14
- XV-5 Vertifan
- Hunting H.126
- Hawker Siddeley P.1127